# 船橋市立習志野台第一小学校
船橋市立習志野台第一小学校（ふなばししりつ ならしのだいだいいちしょうがっこう）は、千葉県船橋市習志野台二丁目にある公立小学校。